# Sven Ribbing (1652–1711)
Sven Ribbing, född 1 januari 1652 i Korsholm socken, Österbotten, Finland, död 20 mars 1711, var en svensk ämbetsman och lagman.

## Biografi
Ribbing föddes 1652 i Mustasaari socken, Österbotten. Han var son till landshövdingen Thure Ribbing och Maria Kyle. Ribbing blev 30 april 1662 student vid Uppsala universitet. Han anställdes sedan vid hovet och följe med ambassaden till Danmark 1679. Ribbing var kammarherre hos drottning Ulrika Eleonora. Han blev 6 mars 1682 lagman i  Ölands lagsaga och var från 26 april samma år lagman i Kalmar läns och Ölands lagsaga. Ribbing blev 1686 lagman i Östergötlands lagsaga och var samtidigt från 20 mars 1711 vice landshövding Östergötlands län. Ribbing avled 1711 och begravdes 4 oktober 1711 i Östra Skrukeby kyrka, Östergötland.
Han blev vikarierande landshövding 1711, då Johan Paulinus Lillienstedt hindrades tillträda sitt landshövdingeämbete på grund av sina diplomatiska uppdrag i utlandet.[källa behövs]

### Familj
Ribbing gifte sig första gången 17 mars 1681 i Stockholm med Catharina Bielke (1662–1689). Hon var dotter till riksskattmästaren Sten Nilsson Bielke och Brita Rosladin. De fick tillsammans barnen Sten Ribbing (född 1682), överstelöjtnant Ture Ribbing (född 1683), Sten Ribbing (född 1684), Maria Eleonora Ribbing (1685–1758) som var gift med ryttmästaren Mauritz Gustaf Reuter af Skälboö, Ulrika Märta Ribbing (1686–1721) som var gift med kaptenen Reinhold Gustafsson de Charlière, Sten Ribbing (född 1687), Brita Christina Ribbing (1688–1727), Carl Fredrik Ribbing (född 1689) och kornetten Axel Ribbing (1689–1705).
Ribbing gifte sig andra gången 21 januari 1692 med Sigrid Beata Fleming (död 1740). Hon var dotter till landshövdingen Jakob Fleming och Beata Margareta Bååt. De fick tillsammans barnen Beata Jacquette Ribbing (1692–1760) som var gift med presidenten Carl Han Wachtmeister och hovjägmästaren Carl Gustaf Spens och Catharina Charlotta Ribbing (död 1717).